# Lotus 93T
A Lotus 93T egy Formula–1-es versenyautó, amelyet a Team Lotus tervezett és versenyeztetett az 1983-as Formula–1 világbajnokság első felében. Pilótái Elio de Angelis és Nigel Mansell voltak.

## Áttekintés
Ez az autó volt az első a csapat történetében, amely a Renault Gordini turbómotorját használta, és az utolsó, amelynek tervezésében halála előtt még közreműködött a csapatfőnök Colin Chapman. Az autót az idény során szinte kizárólag Elio de Angelis vezette, Mansell ugyanis az előző modellt, a még Cosworth-motoros Lotus 92-est használta. Az autó rendkívül versenyképtelen volt, egyetlen alkalmat kivéve (a belga nagydíjat, ahol de Angelis kilencedik lett) minden egyes futamon kiesett (bár az időmérő edzéseken jól szerepelt). Mansell kétszer vezette: egyszer a német nagydíjon, amikor az utódmodell 94T-vel problémák léptek fel, és az 1983-as Race of Champions futamon Brands Hatch-ben, mely nem volt a világbajnokság része.
Fejlesztése és tervezése a "Lotus Goes Turbo" című dokumentumfilmben került megörökítésre.

## Eredmények
(félkövérrel jelölve a pole pozíció, dőlt betűvel a leggyorsabb kör)
| Év   | Csapat                 | Motor               | Gumik | Pilóták         | 1   | 2   | 3   | 4   | 5   | 6   | 7   | 8   | 9   | 10  | 11  | 12  | 13  | 14  | 15  | Pontok | Helyezés |
| ---- | ---------------------- | ------------------- | ----- | --------------- | --- | --- | --- | --- | --- | --- | --- | --- | --- | --- | --- | --- | --- | --- | --- | ------ | -------- |
| 1983 | John Player Team Lotus | Renault Gordini EF1 | P     |                 | BRA | USW | FRA | SMR | MON | BEL | DET | CAN | GBR | GER | AUT | NED | ITA | EUR | RSA | 11*    | 8.       |
| 1983 | John Player Team Lotus | Renault Gordini EF1 | P     | Elio de Angelis |     | KI  | KI  | KI  | KI  | 9   | KI  | KI  |     |     |     |     |     |     |     | 11*    | 8.       |
| 1983 | John Player Team Lotus | Renault Gordini EF1 | P     | Nigel Mansell   |     |     |     |     |     |     |     |     |     | KI  |     |     |     |     |     | 11*    | 8.       |

* 1983-ban a 92-es és a 94T-s modellt is használta a Lotus, az összes pontot a 94T-vel szerezték. Mansell a német nagydíj szabadedzésén a 94T-t használta, a versenyen azonban a 93T-vel indult.

## Fordítás
Ez a szócikk részben vagy egészben  a   Lotus 93T című angol Wikipédia-szócikk ezen változatának fordításán alapul.  Az eredeti cikk szerkesztőit annak laptörténete sorolja fel. Ez a jelzés csupán a megfogalmazás eredetét és a szerzői jogokat jelzi, nem szolgál a cikkben szereplő információk forrásmegjelöléseként.